# Estrada de Ferro Paracatu
A Estrada de Ferro Paracatu foi inaugurada na década de 1910 e incorporada à Estrada de Ferro Oeste de Minas em 1922. A Estrada de Ferro Paracatu iniciava na estação de Azurita no entr. com o Ramal de Garças. Após seguir sentido noroeste e cruzar a cidade de Pará de Minas, a EFP chegava a uma estação da Linha tronco de bitola de 762mm da Estrada de Ferro Oeste de Minas(conhecida também como Ramal do Paraopeba) chamada "Velho da Taipa" no município de Pitangui-MG de onde começava um pequeno trecho ferroviário chamado de Ramal de Pitangui que servia exclusivamente para ligar as ferrovias EFP e Ramal do Paraopeba à cidade de Pitangui. A EFP avançou até Barra do Funchal na margem direita do Rio Indaiá sendo seu ponto final, abrangendo também os municípios de Leandro Ferreira, Bom Despacho, Dores do Indaiá e Serra da Saudade. O projeto inicial visava alcançar a cidade de Paracatu-MG. Nos anos 60, o absurdo projeto brasileiro de erradicação de trechos ferroviários considerados "deficitários" em benefício dos transportes rodoviários considerados como "rápidos e econômicos" fez com que várias ferrovias do Brasil tivessem seu tráfego não somente interrompido, mas também os seus trilhos e dormentes arrancados. Até pontilhões de aço foram desmontados, outros trechos foram abandonados com os trilhos sem manutenção e bem enferrujados pela ação do tempo e tomados pela vegetação!
A EFP foi vítima desse criminoso desmonte e dela restaram apenas os cortes da estrada sem os trilhos, com pontilhões de aço e pontes de concreto sem os aterros nas cabeças ou sendo usadas como pontes de passagem para veículos, várias estações abandonadas e tomadas por cupins e vegetação, belos túneis e a invasão imobiliária no traçado da ferrovia nas áreas urbanas. Apenas a cidade de Bom Despacho possui um museu que funciona na antiga estação e é dedicado a história desta ferrovia com um belo exemplar de uma locomotiva a vapor n° 325 fabricada pela “Baldwin Locomotive Works”, em 1911 e importada pelo Brasil em 1918. Está localizada na antiga plataforma de embarque sobre uns 20 ou 30 metros de trilhos sobre dormentes no exato local onde passava a EFP.
A EFP foi importante para o desenvolvimento dessas cidades no Centro-Oeste Mineiro, principalmente para Bom Despacho. Neste município até hoje se mantém lá a antiga Vila dos Ferroviários, hoje Vila Militar (foi incorporada pela Polícia Militar do Estado de Minas Gerais).